# Leptobasis buchholzi
Leptobasis buchholzi – gatunek ważki z rodziny łątkowatych (Coenagrionidae).